# Polyalthia pycnantha
Polyalthia pycnantha là loài thực vật có hoa thuộc họ Na. Loài này được (Hook. f.) King miêu tả khoa học đầu tiên năm 1893.